# رایلی سایمون
رایلی سایمون (انگلیسی: Riley Salmon؛ زادهٔ ۲ ژوئیه ۱۹۷۶) یک بازیکن والیبال اهل ایالات متحده آمریکا است.